# Галан, Луис Карлос
Луи́с Ка́рлос Гала́н Сармье́нто (исп. Luis Carlos Galán; 29 сентября 1943, Букараманга — 18 августа 1989, Соача, Кундинамарка) — колумбийский журналист и либеральный политик, бывший дважды кандидатом в президенты Колумбии.
На выборах 1982 года он проиграл, заняв третье место с результатом в 10,9 %. Он выдвигался от собственного политического движения Новый либерализм, основанного в 1979 году. Движение с самого начала было отделено от главного направления Колумбийской либеральной партии, но при посредничестве бывшего президента Хулио Сесара Турбая Айяла, Галан вернулся в 1987 году, в том числе чтобы стать официальным кандидатом в президенты на предстоящих выборах от Либеральной партии.
Галан провозгласил себя врагом опасных и влиятельных колумбийских наркокартелей, главным из которых был Медельинский картель во главе с Пабло Эскобаром и Гонсало Родригесом (по прозвищу «Эль Мексикано»), оказывавший пагубное влияние на все слои колумбийского общества. Галан поддерживал закон об экстрадиции преступников в США.
Получив несколько угроз о смерти, Галан был застрелен убийцами, нанятыми наркокартелями, 18 августа 1989 года во время своей публичной демонстрации в городе Соача, департамент Кундинамарка. На тот момент он уверенно лидировал в общественных опросах среди всех кандидатов в президенты. Его убийство до сих пор остаётся нераскрытым до конца.
Похоронен на Центральном кладбище Боготы.